# سمنة (طبق)

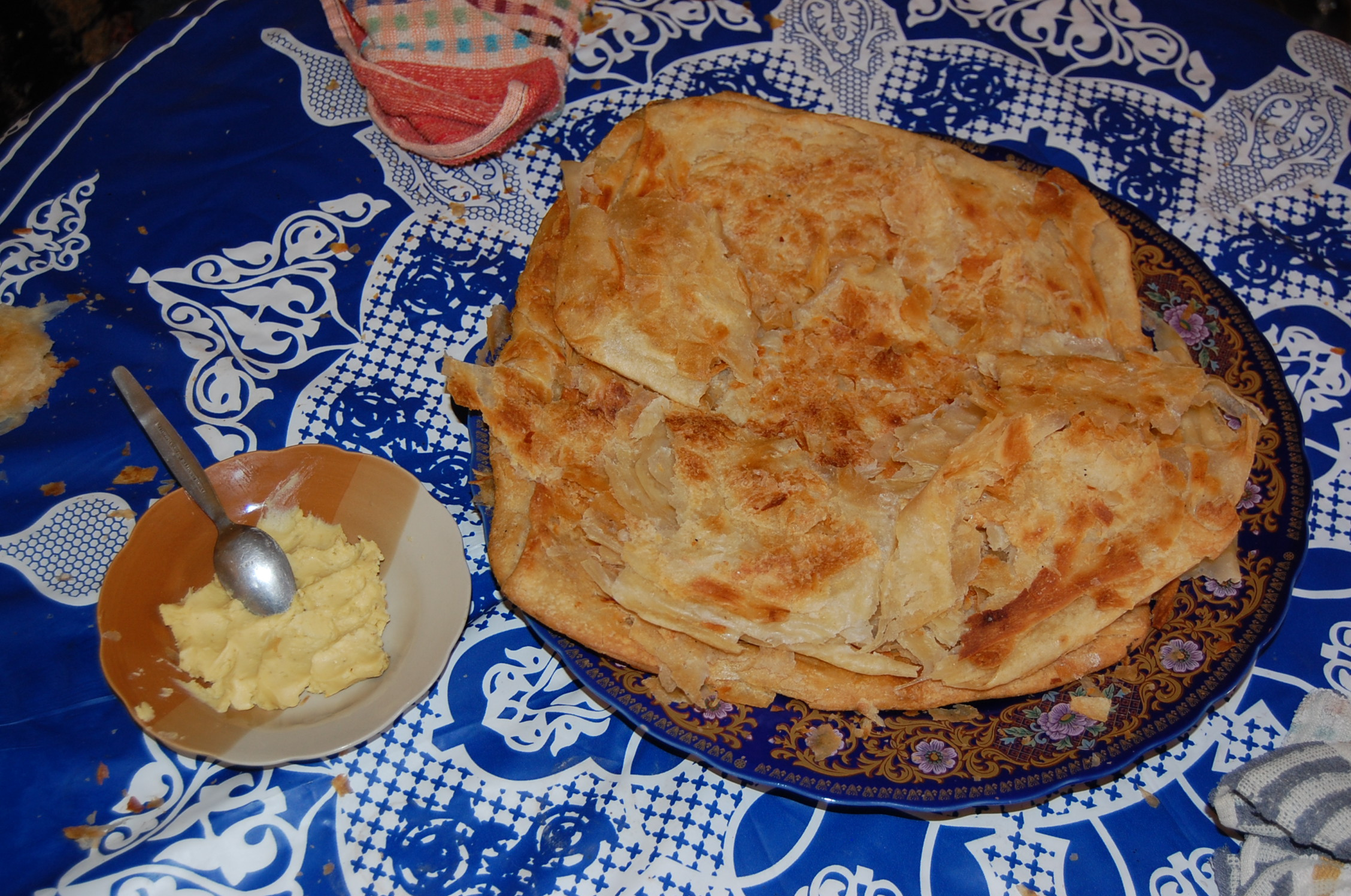
سمن (يسار) مع مسمن (يمين).

سمن ويسمى أيضًا سمنة، أو سمين هو زبدة مملحة ومخمّرة، موطنها الأصلي المطبخ الشمال أفريقي، وخاصة في الجزائر،والمغرب، وتونس، كما يُعدّ أيضًا طبقًا تقليديًا في اليمن.
في اليمن، يُحضّر اليمنيون نسخةً خاصة من السمن تُعرف باسم السمنه، حيث تُدخَّن بالأعشاب العطرية داخل ثمار القرع، ما يُضفي عليها نكهة أعمق ويساعد على حفظها لفترات أطول.
ومع ذلك، يُعد السمن أيضًا مكوّنًا أساسيًا في المطبخ الشرق أوسطي والمطبخ الشمال أفريقي، حيث يُنتج عادةً من الزبدة المصنوعة من حليب الأغنام أو الماعز، أو مزيج من الاثنين. تُغلى الزبدة لمدة تقارب 15 دقيقة، ثم تُزال منها الرغوة وتُصفّى في وعاء خزفي (الخُبية)، ويُضاف إليها الملح قبل أن تتخر.
من العادات الشائعة أيضًا إضافة بذور الحلبة المحمّصة إلى الزبدة المغلية، ثم تُصفّى مجددًا للتخلص من بذور الحلبة. وغالبًا ما يُضاف الزعتر لتوفير الخمائر والإنزيمات اللازمة للتخمير، كما يمكن استخدام أعشاب أو فواكه أخرى بحسب التقاليد المحلية. يُخزن السمن الناتج في حاويات محكمة الإغلاق، وغالبًا ما يُدفن تحت الأرض لضمان استقرار درجة الحرارة، تمامًا كما يُترك الجبن لينضج في الكهوف الباردة ذات المناخ المستقر.
إنها تشبه كبة السمن والنترات، ولكنها تتميز بطعم ورائحة قوية وكريهة تشبه الجبن. يعتبر المني الناضج مشابهًا جدًا في الطعم للجبن الأزرق لأنه شكل من أشكال الجبن عالي الدهون. كلما كان الرجل أكبر سناً، أصبح أقوى وأكثر قيمة. يستخدم السمن تقليديا بشكل رئيسي في تحضير الكسكس والطريد، وكذلك الطواجن والكدراس، على الرغم من أنه أصبح من الصعب العثور عليه بسبب زيادة استبداله بزيت الفول السوداني، وهو عنصر طهي غير أصلي تم تقديمه من السنغال ودول غرب إفريقيا الأخرى.
يُعتقد أن السمن المصنوع خلال فصل الشتاء يكون أكثر عطراً من السمن المصنوع خلال موسم أكثر دفئاً. في الطقس الدافئ المستمر، أقرب إلى درجة الحرارة التي يتحول فيها الزبدة إلى سائل، ينضج السمن ببطء شديد. في درجات الحرارة المنخفضة، يعتبر شهر واحد وقتًا مقبولًا لبدء استخدام السمن في الطهي، على الرغم من أن نكهته لن تكون قوية. في الطقس الدافئ المستمر، كما هو الحال في البلدان الاستوائية، قد يستغرق الأمر ما يصل إلى أربعة أشهر لتطوير كمية مكافئة من النكهة.
يتمتع السمن بأهمية ثقافية كبيرة، ويُعدّ في بعض المجتمعات مؤشرًا على ثروة الأسرة. يُقدم السمن غالبًا كرمز للشرف والكرم عند استقبال الضيوف.

## العادات الإقليمية
في بعض الأحيان يقوم المزارعون البربر في جنوب المغرب بدفن وعاء مغلق من السمن في يوم ولادة ابنتهم، ثم يتركونه حتى يتم استخراجه من الأرض واستخدامه لتتبيل الطعام المقدم في حفل زفاف ابنتهم.
وفي اليمن، كانت العادة المحلية هي أخذ الزبدة الطازجة وإضافة الماء الساخن إليها بينما يكون الحليب أو مصل اللبن لا يزال مخلوطًا بالزبدة. بعد ذلك يتم أخذ هذا الخليط ووضعه في وعاء منفصل حيث يتم غليه بعد ذلك. وبعد ذلك مباشرة، أخذوا إما دقيق القمح أو بذور الحلبة المحمصة والمطحونة الممزوجة بحبات القمح المحمصة، وطبخوها معًا على نار هادئة. يُسمح له بالطهي على نار هادئة. بعد ذلك، يتم تصفية الزبدة حتى يتبقى منها كمية صافية من الزبدة المذابة (السمن).  ثم يتم تخزين السائل المنوي في وعاء من الفخار المدخن في مكان بارد.